# Acton Vale
Acton Vale ist eine 1862 gegründete Stadt (Ville) in der Verwaltungsregion Montérégie der kanadischen Provinz Québec.
Acton Vale ist Hauptort der regionalen Grafschaftsgemeinde (MRC) Acton. Die Stadt liegt am Ufer des Flusses Rivière le Renne, einem Nebenfluss des Rivière Noire.
Der Maler Serge Lemoine ist in dieser Gemeinde geboren und gestorben. 2008 wurde ein Park nach ihm benannt. Angrenzende Städte sind Saint-Théodore-d'Acton, Upton, Sainte-Christine, Saint-Valérien-de-Milton und Roxton. Acton Vale bekam 1992 die Auszeichnung Industriestadt von Montérégie. Die Gemeindezeitung heißt La Pensée de Bagot.

## Religionen
In Acton Vale gibt es mehrere Kirchen, darunter eine
- römisch-katholische Kirche (Pfarrer Joseph Lèbre)
- Baptistenkirche (Pastor Georges Corriveau)
- anglikanische Kirche
- Königreichssaal der Zeugen Jehovas

## Liste der Bürgermeister
- Éric Charbonneau (seit 2009)
- Juliette Dupuis (2005–2009)
- Maurice Coutu (2001–2005)
- Anatole Bergeron (1993–2001)
- Gaston Gigère (?–1993)
- Roger Labrèque (1974–1986)
- Henri Boisvert (1966–1974)
- J. Edmour Gagnon (1963–1966)
- Lucien Désautels (1962–1963)
- Roger Labrèque (1948–1962)
- J. W. Cantin (1942–1948)
- J. Antonio Leclerc (1940–1942)
- Philippe Adam (1934–1940)
- Ernest Boisvert (1932–1933)
- Auray Fontaine (1928–1932)
- Ernest Boisvert (1926–1928)
- Auray Fontaine (1924–1926)
- Léon Gauthier (1922–1924)
- J. E. Marcile (1918–1922)
- F. H. Daigneault (1916–1918)
- Charles Viens (1915–1916)
- David Lemay (1914–1915)
- F. H. Daigneault (1905–1914)
- Pierre Guertin (1902–1905)
- Georges Deslandes (1901–1902)
- J. E. Marcile (1900–1901)
- Milton McDonald (1897–1900)
- Auguste Dalpé (1896–1897)
- Alfred St. Amour (1895–1896)
- Pierre Guertin (1893–1895)
- Alfred St. Amour (1891–1893)
- Charles Roscony (1881–1891)
- N. H. Dubois (1880–1881)
- Charles Roscony (1872–1880)
- Jérémie Morrier (1870–1872)
- J. A. Cushing (1868–1870)
- Charles F. McCallum (1866–1868)
- Jérémie Morrier (1864–1866)
- A. H. Dubrule (1863–1864)
- J. A. Cushing (1861–1863)

## Liste der Schulen
Die fünf Schulen werden von Schulkommissar Jacques Favreau geleitet. All diese Schulen gehören auch zum Schulausschuss von Saint-Hyacinthe.
- Schule Sacré-Cœur (Kindergarten)
- Schule Saint-André (Grundschule)
- Schule Roger-Labrèque (Grundschule)
- Schule Robert-Ouimet (Oberschule)
- Erwachsenenbildungszentrum